# Кременчуцька міська публічна бібліотека
Кременчуцька міська́ публічна бібліоте́ка — бібліотека в Кременчуці. Заснована в 1893 році.

## Походження назви
Бібліотека носила назву на честь Максима Горького який бував у Кременчуці в 1897 і 1900 роках і жив неподалік в селі Мануйлівка. 

## Впровадження Інтернету
У березні 2011 року бібліотека виграла грант на суму в 99 тисяч гривень, завдяки якому в бібліотеці буде закуплено комп'ютери для доступу в Інтернет.